# Sanchai Ratiwatana
Sanchai Ratiwatana (in thailandese สรรค์ชัย รติวัฒน์; Bangkok, 23 maggio 1982) è un tennista thailandese inattivo dal 2022.
Specialista del doppio, ha vinto due titoli nel circuito maggiore e molti altri nei circuiti Challenger e ITF, raggiungendo la 39ª posizione del ranking ATP nel 2008.

## Carriera
Ha fatto coppia per la maggior parte della carriera con il fratello gemello Sonchat, con il quale ha fatto le sue prime due apparizioni tra i professionisti nel novembre del 1999 in due tornei ITF a Bangkok. Hanno iniziato a giocare con maggiore frequenza a fine 2001 e nel luglio 2003 hanno alzato il primo trofeo da professionisti vincendo il torneo ITF Romania F5. Nel prosieguo della stagione hanno vinto altri quattro tornei ITF, a settembre hanno esordito nel circuito maggiore con una sconfitta al primo turno del Thailand Open e a ottobre hanno vinto a Dharwad il primo titolo Challenger.
Hanno esordito assieme nella squadra thailandese di Coppa Davis nel 2004 e hanno giocato fino al 2019, e Sanchai Ratiwatana ha un bilancio di 3 vittorie e 6 sconfitte in singolare e 23 vittorie e 12 sconfitte in doppio. L'esordio nelle prove del Grande Slam è avvenuto al torneo di Wimbledon 2006 con una vittoria, per essere poi eliminati al secondo turno. Nel prosieguo della carriera prenderanno parte a tutti i quattro tornei dello Slam e vinceranno in totale sei incontri, tutti a Wimbledon, il miglior risultato sarà il terzo turno raggiunto nell'edizione 2010.
Il primo titolo ATP è arrivato al Thailand Open nel settembre 2007 con il successo in finale su Michaël Llodra / Nicolas Mahut per 3–6, 7–5, [10-7]. Si sono ripetuti al Chennai Open nel gennaio 2008 superando in due set in finale Marcos Baghdatis / Marc Gicquel. Nel marzo successivo hanno perso al Memphis Open la terza e ultima finale ATP disputata. Ad aprile hanno raggiunto appaiati il 39º posto mondiale, che resterá il loro miglior ranking in carriera. Quello stesso anno hanno stabilito il record di tornei Challenger di doppio vinti in una stagione con otto titoli, primato superato nel 2022 dalla coppia Julian Cash / Henry Patten con dieci titoli.
Nel 2016 hanno fatto il loro esordio olimpico ai Giochi di Rio de Janeiro e sono stati eliminati al primo turno. Aveva conquistato insieme al fratello sessanta titoli prima di separarsi per un breve periodo nel biennio 2017-18. Nel 2019 sono tornati in campo insieme conquistando nel corso della stagione gli ultimi cinque tornei ITF della carriera arrivando a un totale di 65 titoli in coppia.
Ha disputato l'ultimo torneo in coppia con il fratello nel novembre 2019, ha poi continuato a giocare con altri partner fino al marzo 2020, quando il tennis mondiale ha iniziato una lunga pausa per far fronte alla pandemia di COVID-19. Non è tornato in campo alla fine della pausa ad agosto, è invece tornato a giocare nell'agosto 2022 per fare la sua ultima apparizione in carriera in un torneo ITF a Giacarta.
Gli incontri disputati in singolare in Coppa Davis sono stati gli unici giocati da Ratiwatana nel circuito maggiore, mentre il bilancio in doppio in carriera nel circuito maggiore è di 62 vittorie e 78 sconfitte. In singolare non ha vinto alcun torneo e ha giocato l'ultimo incontro nel 2017.
Ha vinto 67 tornei di doppio, tutti con il fratello a eccezione del Winnetka Challenger nel 2017 e l'ultimo Challenger vinto in carriera a Fairfield nel 2018, entrambi con Christopher Rungkat. Di questi 67 tornei, 17 li ha vinti nel circuito ITF e 48 nei Challenger, oltre ai suddetti due tornei del circuito maggiore.

## Statistiche

### Doppio

#### Vittorie (2)
| Legenda doppio            |
| Grande Slam (0)           |
| ATP World Tour Finals (0) |
| ATP Masters 1000 (0)      |
| ATP World Tour 500 (0)    |
| ATP World Tour 250 (2)    |

| N. | Data              | Torneo                 | Superficie | Compagno           | Avversari in finale           | Punteggio        |
| 1. | 29 settembre 2007 | Thailand Open, Bangkok | Cemento    | Sonchat Ratiwatana | Michaël Llodra Nicolas Mahut  | 3–6, 7–5, [10-7] |
| 2. | 6 gennaio 2008    | Chennai Open, Chennai  | Cemento    | Sonchat Ratiwatana | Marcos Baghdatis Marc Gicquel | 6–4, 7–5         |

#### Finali perse (1)
| Legenda doppio            |
| Grande Slam (0)           |
| ATP World Tour Finals (0) |
| ATP Masters 1000 (0)      |
| ATP World Tour 500 (1)    |
| ATP World Tour 250 (0)    |

| N. | Data         | Torneo                | Superficie | Compagno           | Avversari in finale          | Punteggio   |
| 1. | 2 marzo 2008 | Memphis Open, Memphis | Cemento    | Sonchat Ratiwatana | Mahesh Bhupathi Mark Knowles | 6(5)–7, 2–6 |

## Risultati in progressione
| Sigla | Risultato               |
| ----- | ----------------------- |
| V     | Vincitore               |
| F     | Finalista               |
| SF    | Semifinalista           |
| O     | Oro olimpico            |
| A     | Argento olimpico        |
| SF    | Bronzo olimpico         |
| QF    | Quarti di Finale        |
| 4T    | Quarto turno            |
| 3T    | Terzo turno             |
| 2T    | Secondo turno           |
| 1T    | Primo turno             |
| RR    | Round Robin             |
| LQ    | Turno di qualificazione |
| A     | Assente                 |
| ND    | Non disputato           |

| Legenda superfici    |
| -------------------- |
| Cemento              |
| Terra battuta        |
| Erba                 |
| Superficie variabile |

### Doppio
| Tornei Grande Slam         |     |     |     |     |     |     |     |     |     |     |     |     |     |        |      |
| Australian Open, Melbourne | A   | A   | 1T  | A   | A   | 1T  | A   | 1T  | A   | A   | A   | A   | 1T  | 0 / 4  | 0–4  |
| Open di Francia, Parigi    | A   | A   | 1T  | A   | A   | A   | A   | 1T  | A   | A   | A   | A   | A   | 0 / 2  | 0–2  |
| Wimbledon, Londra          | 2T  | 1T  | 1T  | 2T  | 3T  | 1T  | 2T  | 2T  | Q1  | A   | 1T  | Q1  | Q1  | 0 / 9  | 6–9  |
| US Open, New York          | A   | A   | 1T  | A   | A   | A   | 1T  | A   | A   | A   | A   | A   | A   | 0 / 2  | 0–2  |
| Vittorie-Sconfitte         | 1–1 | 0–1 | 0–4 | 1–1 | 2–1 | 0–2 | 1–2 | 1–3 | 0–0 | 0–0 | 0–1 | 0–0 | 0–1 | 0 / 17 | 6–17 |